# Marion Leonard
Marion Leonard (9 de junio de 1881-9 de enero de 1956) fue una actriz de teatro estadounidense que se convirtió en una de las primeras celebridades del cine en los primeros años del cine mudo.

## Primeros años de carrera

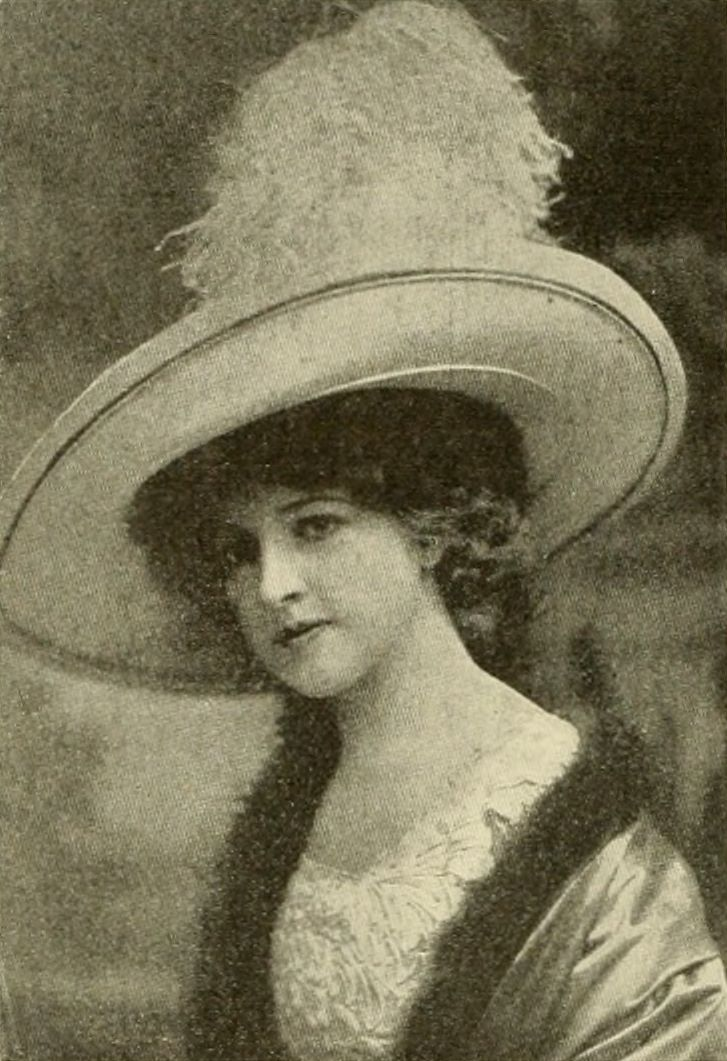
Marion Leonard, 1911

Nacida en Cincinnati, Ohio, Marion Leonard comenzó su carrera como actriz en el teatro, pero a los 27 años empezó a actuar en la industria cinematográfica, en rápida expansión. En 1908 firmó un contrato con la American Mutoscope and Biograph Company y trabajó inicialmente en las instalaciones de producción de ese estudio en Nueva York, situadas entonces en el número 11 de la calle 14 Este de Manhattan. Allí hizo su debut en la pantalla en At the Crossroads of Life, un cortometraje dirigido por Wallace McCutcheon, Jr. y escrito por D. W. Griffith, que también actuó en esa película y dirigió la gran mayoría de las otras películas de Leonard en Biograph.
Poco después de su debut en la pantalla, Leonard se convirtió en una de las principales "reproductoras de fotos" de la compañía. En una época en la que no se concedían créditos de pantalla a los actores, ella y Florence Auer fueron las primeras actrices estrella a las que el estudio denominó "Biograph Girl". Entre las muchas películas que Leonard rodó en Biograph, 32 de ellas fueron con una joven actriz en ciernes llamada Mary Pickford.

## Matrimonio y cambio a Universal Pictures

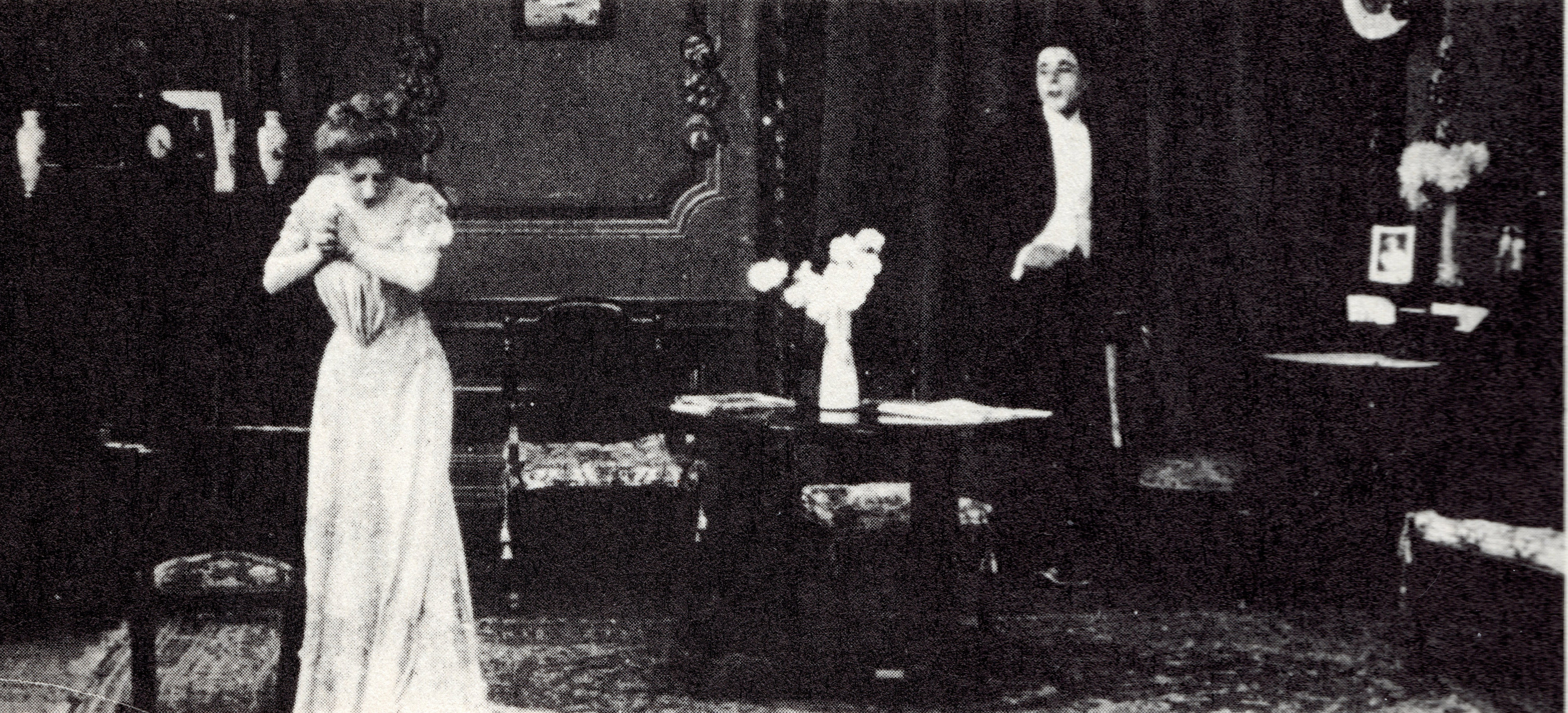
Leonard y D. W. Griffith en At the Crossroads of Life (1908)

Mientras trabajaba para Biograph, Leonard conoció al guionista/director Stanner E.V. Taylor y surgió una relación personal que desembocó en matrimonio. Crearon su propio estudio, la Gem Motion Picture Company, en 1911 para beneficiarse de la creciente popularidad de Leonard.

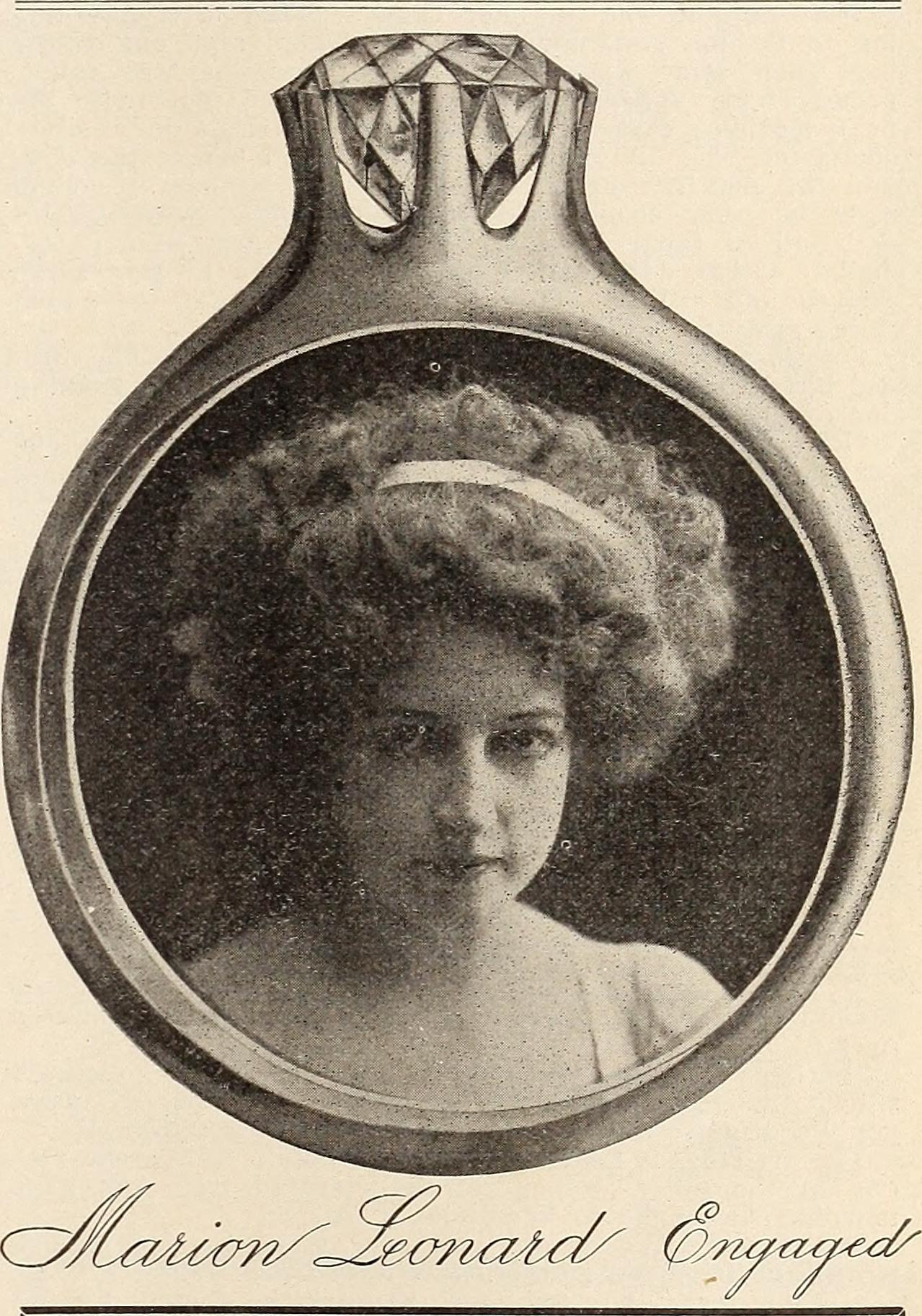
Anuncio de su compromiso en Motion Picture News, 1911.

En 1915, tras aparecer en más de 150 películas, Leonard se retiró del cine. Sin embargo, regresó 11 años más tarde, a la edad de 45 años, para una última aparición en la pantalla en una comedia de Mack Sennett de 1926.
Leonard murió en 1956 en el Motion Picture & Television Country House and Hospital en Woodland Hills, California.

## Filmografía seleccionada
| Año  | Película                           | Papel               | Notas |
| ---- | ---------------------------------- | ------------------- | ----- |
| 1909 | The Gibson Goddess                 | Nanette Ranfrea     |       |
| 1909 | The Prussian Spy                   | Lady Florence       |       |
| 1909 | The Golden Louis                   | Juergista           |       |
| 1909 | A Fool's Revenge                   | La hija             |       |
| 1909 | A Rude Hostess                     | Mrs. Leffingwell    |       |
| 1909 | The Roue's Heart                   | Escultora           |       |
| 1909 | And a Little Child Shall Lead Them | La madre            |       |
| 1909 | Leather Stocking                   | sobrina del Coronel |       |
| 1909 | A Burglar's Mistake                | Mrs. Newman         |       |
| 1909 | A Trap for Santa                   | Helen Rogers        |       |
| 1909 | Pippa Passes                       | Ottima              |       |
| 1909 | Two Memories                       | Marion Francis      |       |
| 1909 | Nursing a Viper                    | La esposa           |       |
| 1909 | The Sealed Room                    | La condesa          |       |
| 1913 | Carmen                             | Carmen              |       |
| 1914 | The Awakening of Donna Isolla      |                     |       |